# Кожина, Зинаида Николаевна
Зинаида Николаевна Кожина (22.10.1939, Решетниково, Вологодская область, СССР — 03.08.2017, Коряжма, Архангельская область, РФ) — отбельщица Котласского целлюлозно-бумажного комбината имени 50-летия ВЛКСМ Министерства целлюлозно-бумажной промышленности СССР, Архангельская область. Герой Социалистического Труда (15.01.1974).

## Биография
Родилась 22 октября 1939 года в деревне Решетниково Кубено-Озерского (ныне территория Вологодского) района Вологодской области. После окончания Сокольского целлюлозно-бумажного техникума с 1960 года трудилась отбельщицей отбельно-сушильного цеха на Котласском ЦБК в посёлке Коряжма (ныне город) Архангельской области.
Принимала участие в строительстве отбельного цеха КЦБК и освоении мощностей по выпуску вискозной целлюлозы. За счёт рационального использования технологического процесса и профессионального мастерства бригада Кожиной экономила большое количество химикатов, тепловой и электрической энергии, воды.
Указом Президиума Верховного Совета СССР от 15 января 1974 года за выдающиеся успехи в выполнении и перевыполнении планов 1973 года и принятых социалистических обязательств Кожиной Зинаиде Николаевне присвоено звание Героя Социалистического Труда с вручением ордена Ленина и золотой медали «Серп и Молот».
Вплоть до 1987 года продолжала работать отбельщицей на КЦБК (ныне филиал группы «Илим» в Коряжме). С 1987 года персональный пенсионер союзного значения.
В 1988—1994 годах работала гардеробщицей средней школы № 5 Коряжмы.
Награждена орденами Ленина (1974), Трудового Красного Знамени (1971), медалями.
Скончалась 3 августа 2017 года. Похоронена в Коряжме на городском кладбище.